# ルッツジャンプ
ルッツジャンプ (Lutz jump) は、フィギュアスケートにおけるジャンプの種類のひとつ。単にルッツとも呼ばれる。

## 解説
後ろ向きの助走から左足（ジャンプの回転方向が時計回りなら右足）のアウトサイドエッジで跳び上がりのモーションに入り、離氷の瞬間に右足（時計回りなら左足）のトウを突き回転及び踏み切りの補佐とするジャンプをルッツジャンプという。ルッツジャンプは、ISU（国際スケート連盟）がジャンプ要素として認めている6種類のジャンプの中で唯一、「助走のときに体にかかっている回転の力の方向」と「空中での回転方向」が逆になるジャンプである（これをカウンタージャンプという）。そのためルッツジャンプは、6種類のジャンプの中で2番目に難易度が高いとされており、基礎点もアクセルジャンプに次いで2番目に高く設定されている。

## エッジ判定
ルッツジャンプの際にインサイドエッジで踏み切ってしまい、実質フリップジャンプとなってしまったジャンプや、反対にフリップジャンプの際にアウトサイドエッジで踏み切ってしまい、実質ルッツジャンプとなってしまったジャンプはGOEの面で減点されることになる。
明らかに不正、もしくは明らかな不正とは言えないまでも不正確なエッジでの踏み切りが行われた場合、技術審判はエッジエラー（e）を宣言する。この時、演技審判はエッジの不正確さ加減を各自判断し、GOEにおいてこの宣言を考慮した評価をしなければならない。
ルッツとフリップ両方のジャンプでエッジエラーが宣言されることも有り得る。

## 歴史
1913年にオーストリアのアロイス・ルッツが初めて跳んだのが始まりとされている。
1925年には同じオーストリアのカール・シェーファーが2回転ルッツに成功、1942年にはカナダのバーバラ・アン・スコットが女子選手として初めて2回転ルッツジャンプに成功した。
1962年、カナダのドナルド・ジャクソンが3回転ルッツに成功し、1978年にスイスのデニス・ビールマンが女子選手として初めて3回転ルッツに成功した。
2011年11月、アメリカのブランドン・ムロズがNHK杯で国際競技会で初の4回転ルッツに成功した。ムロズは2011年9月のアメリカの国内競技会であるコロラドスプリングス競技会でも4回転ルッツを成功させ、国際スケート連盟から認定された。1998年に中国の李侠がユニバーシアードで成功させているが、ユニバーシアードは出場資格を学生に限定するという点で国際スケート連盟の承認条件を満たさない大会であるため、認定はされなかった。
2018年10月、ロシアのアレクサンドラ・トゥルソワがJGPアルメニアン杯にて女子選手として初めて4回転ルッツに成功した。